# 트레오닌
트레오닌(영어: threonine) (기호: Thr 또는 T)은 단백질의 생합성에 사용되는 α-아미노산이다. 트레오닌은 α-아미노기(생물학적 조건에서 양성자화된 −NH+
3 형태), α-카복실기(생물학적 조건에서 탈양성자화된 −COO− 형태) 및 곁사슬인 하이드록실기를 포함하고 있다. 트레오닌은 극성 비전하 아미노산으로 분류된다. 트레오닌은 필수 아미노산으로 인체에서 합성되지 않으며 음식을 통해 섭취해야 한다. 트레오닌은 대장균과 같은 세균에서 아스파르트산으로부터 합성된다. 트레오닌은 AC로 시작하는 모든 코돈(ACU, ACC, ACA, ACG)에 의해 암호화되어 있다.
트레오닌의 곁사슬은 보통 수소 결합되어 있다. 형성되는 가장 일반적인 작은 모티프는 ST 턴, ST 모티프(보통 α 나선의 시작 부분) 및 ST 스테이플(일반적으로 α 나선의 중간 부분)이며, 이들은 세린과의 상호작용을 기반으로 한다.

## 변형
트레오닌 잔기는 수 많은 번역 후 변형에 민감하다. 곁사슬의 하이드록실기는 O-결합 글리코실화를 겪을 수 있다. 또한 트레오닌 잔기는 트레오닌 키네이스에 의해 인산화된다. 트레오닌의 인산화된 형태는 포스포트레오닌이라고 할 수 있다. 포스포트레오닌은 3개의 잠재적인 배위 자리(카복실기, 아미노기, 인산기)를 가지고 있으며, 생물에서 생성되는 인산화된 리간드와 금속 이온 사이의 배위 방식을 결정하는 것은 생물학적 과정에서 포스포트레오닌의 기능을 설명하는 데 중요하다.

## 역사
트레오닌은 20가지의 단백질생성성 아미노산들 중에서 가장 나중에 발견되었다. 트레오닌은 1936년에 커티스 마이어(Curtis Meyer)와 윌리엄 커밍 로즈가 공동으로 발견했다. 4탄당인 트레오스의 유도체로 분자식이 C4H8O5인 트레온산과 구조가 유사하기 때문에 트레오닌이라고 명명되었다.

## 입체 이성질체
| 일반명 | L-트레오닌 (2S,3R) | D-트레오닌 (2R,3S) | L-알로트레오닌 (2S,3S) | D-알로트레오닌 (2R,3R) |
| ------ | ------------------ | ------------------ | ---------------------- | ---------------------- |
| 구조식 |                    |                    |                        |                        |
트레오닌은 아이소류신과 함께 2개의 입체 중심이 있는 2가지 단백질생성성 아미노산 중 하나이다. 트레오닌은 (2S,3R), (2R,3S), (2S,3S), (2R,3R)의 입체배치를 갖는 4가지 가능한 입체 이성질체로 존재할 수 있다. 그러나 L-트레오닌이라는 이름은 하나의 단일 입체 이성질체인 (2S,3R)-2-아미노-3-하이드록시뷰탄산에 사용된다. 자연계에는 거의 존재하지 않는 두 번째 입체 이성질체 (2S,3S)를 L-알로트레오닌이라고 한다. 2가지 다른 입체 이성질체인 (2R,3S)-2-아미노-3-하이드록시뷰탄산과 (2R,3R)-2-아미노-3-하이드록시뷰탄산은 그다지 중요하지 않다.

## 생합성
트레오닌은 필수 아미노산으로 인체에서 합성되지 않으며, 식사를 통해 섭취해야 한다. 성인의 경우 매일 체중 1 kg당 20 mg의 트레오닌이 필요하다. 식물과 미생물에서 트레오닌은 α-아스파르틸-세미알데하이드 및 호모세린을 거쳐 아스파르트산으로부터 합성된다. 호모세린은 O-인산화를 겪는다. 이 인산 에스터는 하이드록실기의 재배치와 함께 가수분해를 겪는다. 트레오닌의 일반적인 생합성에 관여하는 효소는 다음과 같다.
1. 아스파르트산 키네이스
2. 아스파르트산-세미알데하이드 탈수소효소
3. 호모세린 탈수소효소
4. 호모세린 키네이스
5. 트레오닌 생성효소

|  |

## 물질대사
트레오닌은 적어도 세 가지 방식으로 대사된다.
- 많은 동물에서 트레오닌은 L-트레오닌 3-탈수소효소에 의해 피루브산으로 전환된다. 이 경로의 대사 중간생성물은 CoA와 싸이올분해를 거쳐 아세틸-CoA와 글리신을 생성할 수 있다.
- 사람에서 L-트레오닌 3-탈수소효소 유전자는 비활성 위유전자이므로[10] 트레오닌은 α-케토뷰티르산으로 전환된다. 첫 번째 단계의 메커니즘은 세린 탈수효소에 의해 촉매되는 것과 유사하며, 세린 탈수효소 및 트레오닌 탈수효소 반응은 아마도 동일한 효소에 의해 촉매된다.[11]
- 많은 생물에서 이는 추가적인 대사를 준비하는 키네이스에 의해 O-인산화된다. 이것은 세균에서 코발라민(비타민 B12) 생합성의 일부로 특히 중요하다. 그 이유는 대사산물이 비타민의 곁사슬에 결합되기 위해 1-아미노프로판-2-올로 전환되기 때문이다.[12]
- 트레오닌은 쥐의 뇌와 간에서 L-카르니틴의 내인성 생성 동안 글리신을 합성하는 데 사용된다.[13][14]

## 공급원
트레오닌이 많이 함유된 식품으로는 코티지 치즈, 가금류, 생선, 고기, 렌즈콩, 검정거북콩, 및 참깨가 있다.
라세미 트레오닌은 아세트산 수은(II)을 사용하여 알파-기능화에 의해 크로톤산으로부터 제조할 수 있다. threonine can be prepared from crotonic acid by alpha-functionalization using mercury(II) acetate.

## 같이 보기
- 아스파라긴
- 글루타민
- 세린
- 시스테인